# ストーカー城

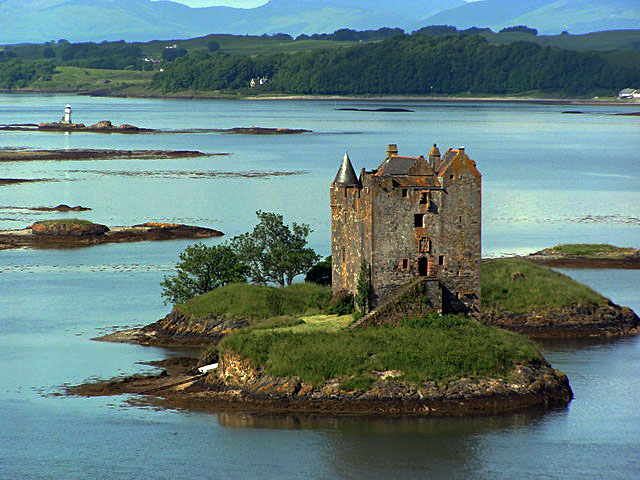
遠くに "The Lynn of Lorne"、リスモアを望むストーカー城

ストーカー城（英: Castle Stalker、スコットランド・ゲール語: Caisteal an Stalcaire）は、スコットランド・アーガイル・アンド・ビュートの入り江地帯に建つ、4階建ての城砦（） (Tower house) ・キープである。城はリニ湾の入り江である"Loch Laich"（リック湾）に浮かぶ島にそびえている。この島はアピン港から北東に約1.5マイル (2.4 km)の場所にあり、A828号線 (en) から城を望むことができる（場所はオーバンとグレン・コーの中間点あたりである）。この島はタイダル・アイランドであり、干潮時には岸辺を歩いて島に渡ることも不可能ではない。「ストーカー城」という名前は、スコットランド・ゲール語で「猟師」や「鷹匠」に当たる言葉、"Stalcaire" に由来している。
この城は、モンティ・パイソンの映画第2作『モンティ・パイソン・アンド・ホーリー・グレイル』で使用されたことで有名である。

## 立地
島の上に建てられ、その奥には山麓が見えるという、絵のように美しいこの城の外見は、絵はがきやカレンダーの題材としてよく用いられてきたほか、ハイランド地方の典型的な風景の1つとして扱われている。ストーカー城は、西スコットランドに残る中世の城砦として、最も保存状態の良いものの1つである。また城はスコットランドに40ある景勝地域の1つ、リン・オブ・ローン国立景勝地の一部を成している。

## 歴史

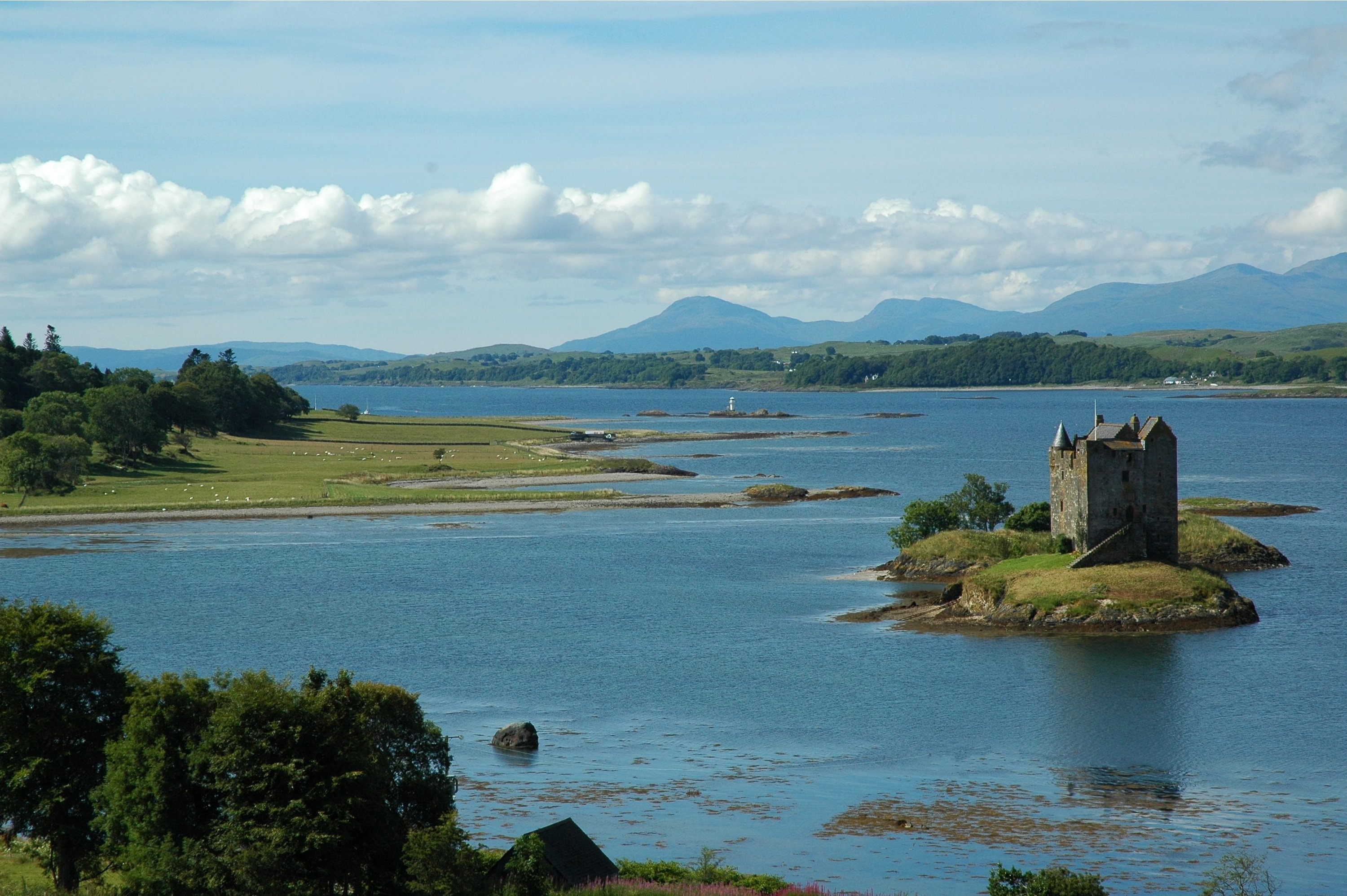
城と周囲の湾を写した写真

城は元々、1320年に、当時ローンの領主だったマクドゥガル氏族が建てた小さな城砦だった。1388年頃には、アピンのステュアート氏族がローンの領主権を奪った。現在の形の城は彼らが1440年頃に建てたものと考えられている。ステュアート氏族の親戚筋に当たる、スコットランド王ジェームズ4世もこの城を訪れている。1620年頃には、酔った席の賭け事で、城がキャンベル氏族の手に渡った。このように何度か持ち主が変わった後、キャンベル氏族は1840年前後に城を棄て、その後城の屋根が失われた。
1908年には、保全事業に取り組むチャールズ・ステュアート・オブ・アチャラ（英: Charles Stewart of Achara）が城を買い取った。1965年には、D・R・ステュアート・オールワード（英: Lt. Col. D. R. Stewart Allward）が城を入手し、その後10年程度を掛けて修復工事を行った。ストーカー城は現在でも個人所有であり、夏の間の限られた時間に一般公開されている。
スコットランド国立公文書館 (National Records of Scotland) が行った2011年の国勢調査では、城の建つ島は「2001年・2011年の国勢調査において継続的居住者のいない」住居用の島とされている。

## ポップ・カルチャーでの使用
1975年の映画『モンティ・パイソン・アンド・ホーリー・グレイル』では、ほとんどのシーンがスコットランドにある別の城・ドゥーン城で撮影された一方で、このストーカー城が最後に「ア゛ア゛－の城」（英: "The Castle of Aaaaarrrrrrggghhh"）として登場する。最初城は遠景で登場する。次のシーンでは、見張り番のフランス兵（ジョン・クリーズ）が、城にやって来たアーサー王（グレアム・チャップマン）を屋上の胸壁からフランス語のアクセントでひどく罵る。怒ったアーサー王はベディヴィア卿（テリー・ジョーンズ）と共に大群で城を攻めようとするが、映画前半で起きた歴史学者殺害事件を捜査していた警察が現れ、殺害事件の容疑者としてアーサー王と他の騎士たちは逮捕されてしまう。
この城は『ハイランダー/最終戦士』にも一瞬登場している。
また、スーザン・クーパーによる児童書、『古城の幽霊ボガート』はこの城に着想を得て書かれている。